# Hedera Hashgraph
Hedera Hashgraph (kurz: Hedera) ist ein öffentliches Distributed-Ledger-Netzwerk, das auf dem Hashgraph-Konsensalgorithmus basiert. Es wurde 2017 von Leemon Baird und Mance Harmon gegründet und soll eine leistungsfähige, sichere und energieeffiziente Alternative zu Blockchain-basierten Netzwerken bieten. Die native Kryptowährung des Netzwerks ist HBAR. Hedera wird von einem Governance-Rat aus Unternehmen verwaltet, darunter Google, IBM und die Deutsche Telekom.

## Geschichte
Hedera wurde 2017 von Leemon Baird, dem Erfinder des Hashgraph-Konsensmechanismus, und Mance Harmonge gründet. Beide sind Mitbegründer des Unternehmens Swirlds, das die Hashgraph-Technologie entwickelt hat. Seit 2018 hat Hedera Hashgraph durch ein „Simple Agreement for Future Token“ (SAFT) 124 Millionen US-Dollar aus dem Verkauf seiner Kryptowährung HBAR eingenommen. Im Jahr 2018 wurde Hedera offiziell als öffentliches Netzwerk vorgestellt, und im Rahmen einer ersten Finanzierungsrunde konnten durch den Verkauf von HBAR-Token etwa 124 Millionen US-Dollar eingenommen werden.
Das Mainnet von Hedera wurde im September 2019 gestartet. Seitdem wurden kontinuierlich neue Funktionen integriert, darunter Smart Contracts, Token-Dienste und dezentrale Identitätslösungen.

## Technologie

### Hashgraph-Konsensmechanismus
Hedera basiert nicht auf einer traditionellen Blockchain, sondern auf dem Hashgraph-Protokoll, einem gerichteten azyklischen Graphen (DAG). Dieses Verfahren ermöglicht eine höhere Transaktionsgeschwindigkeit, niedrigere Kosten und eine energieeffizientere Verarbeitung im Vergleich zu herkömmlichen Blockchain-Netzwerken wie Ethereum oder Bitcoin.
Wichtige Merkmale des Hashgraph-Konsensmodells:
- Asynchrone byzantinische Fehlertoleranz (aBFT): Erhöhte Sicherheit gegen Angriffe und Manipulation[6]
- Gossip-about-Gossip-Protokoll: Schnellere und effizientere Verbreitung von Informationen im Netzwerk[7]
- Fairer Zeitstempelmechanismus: Transaktionen werden in der Reihenfolge ihrer Entstehung validiert[8]

### Hedera-Dienste
Hedera bietet verschiedene Funktionen für die Nutzung der Hashgraph-Technologie. Der Hedera Token Service (HTS) ermöglicht die Ausgabe und Verwaltung von Token direkt auf der Plattform, ohne dass Smart Contracts erforderlich sind. Mit dem Hedera Consensus Service (HCS) können Ereignisse manipulationssicher protokolliert und mit Zeitstempeln versehen werden. Zudem unterstützt Hedera Smart Contracts 2.0 die Nutzung von Smart Contracts, die mit der Ethereum Virtual Machine (EVM) kompatibel sind. Der File Service bietet eine Möglichkeit zur Speicherung und Verwaltung von Daten mit kryptographischer Absicherung. Diese Funktionen sollen Unternehmen und Entwicklern eine skalierbare und effiziente Nutzung der Hashgraph-Technologie ermöglichen.

## Governance
Hedera wird von einem dezentralisierten Governance-Rat aus weltweit führenden Unternehmen und Institutionen verwaltet. Dieser Rat besteht aus bis zu 39 Mitgliedern, die sich aus verschiedenen Branchen zusammensetzen.
Aktuelle Mitglieder sind unter anderem:
- Google
- IBM
- Boeing
- Deutsche Telekom
- LG Electronics

Die Ratsmitglieder sind für die Weiterentwicklung des Protokolls, Netzwerk-Upgrades und Sicherheitsrichtlinien verantwortlich.

## HBAR (Kryptowährung)
Die native Kryptowährung HBAR dient mehreren Zwecken im Hedera-Netzwerk:
1. Transaktionsgebühren: Zahlung für die Nutzung der Hedera-Dienste[14]
2. Netzwerksicherheit: Staking-Mechanismus zur Sicherung des Netzwerks[14]
3. Governance-Mechanismus: HBAR-Holder können an bestimmten Abstimmungen teilnehmen

Das Gesamtangebot von HBAR ist auf 50 Milliarden Token begrenzt. Diese Begrenzung schafft eine Knappheit, die potenziell zur langfristigen Wertsteigerung beitragen kann.